# Miloš Forman

Autograf

Miloš Forman, właśc. Jan Tomáš Forman (ur. 18 lutego 1932 w Čáslavi, zm. 13 kwietnia 2018 w Warren w stanie Connecticut) – czeski reżyser filmowy, od 1968 zamieszkały i tworzący w Stanach Zjednoczonych.

## Życiorys
Urodził się jako syn Anny z domu Švábovej i Rudolfa Formana. Jego matka prowadziła pensjonat nad Machowym Jeziorem w miejscowości Doksy. Ojciec był nauczycielem. Prawdopodobnie biologicznym ojcem Formana był Otto Kohn – architekt żydowskiego pochodzenia, którego rodzina miała w Doksach letni dom. Forman w swojej autobiografii napisał, że dwadzieścia lat po śmierci matki dostał anonimowy list „pisany kobiecą ręką” z Hradca Králové, którego autorka twierdziła, że umierająca w obozie koncentracyjnym matka Formana prosiła ją, żeby Miloš dowiedział się, kto jest jego ojcem. Miloš Forman twierdził, że na swoje listy do Otto Kohna dostał tylko jedną odpowiedź „Tak. Żyję. Pozdrawiam”.
Rodzice Formana nie przeżyli II wojny światowej – Rudolf za działalność antyfaszystowską został aresztowany przez gestapo i zginął w obozie koncentracyjnym Mittelbau-Dora w 1944. Matka reżysera zginęła rok wcześniej w obozie koncentracyjnym Auschwitz-Birkenau. Przyrodnimi braćmi Miloša Formana byli matematyk Joseph J. Kohn oraz malarz Pavel Forman. Po wojnie wychowywali go dalsi krewni.
W szkole z internatem ulokowanej na zamku w Podiebradach dzielił pokój z Václavem Havlem, Ivanem Passerem i Jerzym Skolimowskim.
Był absolwentem Akademii Sztuk Scenicznych w Pradze.
Rozpoczynał karierę w Czechosłowacji, kręcił filmy krótkometrażowe i komedie, od początku współpracował z operatorem Miroslavem Ondříčkiem. Stał się czołowym przedstawicielem tzw. czechosłowackiej nowej fali.
Światowy rozgłos zdobył w latach 60. XX wieku dzięki filmowi Miłość blondynki, który otrzymał nagrody na festiwalach w Locarno i Wenecji.
W 1968 na zaproszenie Paramount Pictures wyjechał do Stanów Zjednoczonych, by nakręcić film o amerykańskiej młodzieży Odlot. Stłumienie praskiej wiosny spowodowało, że Forman pozostał na stałe w Stanach Zjednoczonych i tam kontynuował swoją karierę. Sam zaś film na 24. MFF w Cannes w 1971 zdobył drugą nagrodę konkursu głównego, czyli Grand Prix Jury.
W 1975 zekranizował powieść Kena Keseya Lot nad kukułczym gniazdem. Film ten, jako drugi w historii (pozostałe to Ich noce oraz Milczenie owiec), został uhonorowany aż pięcioma Oscarami w najważniejszych kategoriach (najlepszy reżyser, najlepszy aktor, najlepsza aktorka, najlepszy film i najlepszy scenariusz). Ogromny sukces pozwolił Formanowi nakręcić od dawna planowaną ekranizację kultowego musicalu Hair, która jednak spotkała się z umiarkowanym przyjęciem ze strony krytyków.
Kolejnym ważnym osiągnięciem Formana była adaptacja sztuki Petera Shaffera Amadeusz, oparta na biografii Wolfganga Amadeusa Mozarta. Film ten przyniósł mu kolejnego Oscara za reżyserię oraz wiele innych nagród.
Koniec lat 80. XX wieku przyniósł dwie filmowe adaptacje powieści Niebezpieczne związki. Nakręcona w 1988 wersja Stephena Frearsa została wyróżniona licznymi nagrodami, natomiast Valmont Formana nie wzbudził większego zainteresowania.
W 1995 został odznaczony czeskim Medalem Za zasługi I stopnia.
W 1996 Forman nakręcił film biograficzny o Larrym Flyncie, twórcy magazynu pornograficznego Hustler. Obraz starał się zdefiniować granice swobodnej wypowiedzi i wolności słowa, wzbudził kontrowersje w wielu krajach swoim śmiałym plakatem. Film zdobył Złotego Niedźwiedzia na 47. MFF w Berlinie w 1997 i był dwukrotnie nominowany do Oscara (w tym za najlepszą reżyserię).
W 1999 powstała kolejna biografia, film poświęcony amerykańskiemu komikowi Andy’emu Kaufmanowi, Człowiek z księżyca. Film nie odniósł sukcesu, doceniono natomiast kreację Jima Carreya w tytułowej roli. W 2006 Forman nakręcił swój ostatni film, Duchy Goi, ukazującą m.in. postać Francisca Goi.
Forman zasiadał w jury konkursu głównego na 25. MFF w Cannes (1972). Przewodniczył obradom jury na 38. MFF w Cannes (1985) oraz na 57. MFF w Wenecji (2000).
W 2009 powstał dokumentalny film produkcji czeskiej Miloš Forman: Co cię nie zabije (czes. Miloš Forman: Co tě nezabije) w reżyserii Miloša Smídmajera opisujący wybory życiowe i artystyczne Formana.
Zmarł 13 kwietnia 2018 w szpitalu w Warren, w otoczeniu najbliższych, po krótkiej chorobie. Dwa dni później miała miejsce prywatna ceremonia pogrzebowa, po której został pochowany na miejscowym cmentarzu.

## Filmografia
- 1963 – Konkurs
- 1963 – Czarny Piotruś (Černý Petr)
- 1965 – Miłość blondynki (Lásky jedné plavovlásky)
- 1967 – Pali się, moja panno (Hoří, má panenko)
- 1971 – Odlot
- 1975 – Lot nad kukułczym gniazdem
- 1979 – Hair
- 1981 – Ragtime
- 1984 – Amadeusz
- 1989 – Valmont
- 1996 – Skandalista Larry Flynt
- 1999 – Człowiek z księżyca
- 2006 – Duchy Goi

## Nagrody
- Nagroda Akademii Filmowej
  - 1975: Lot nad kukułczym gniazdem
  - 1984: Amadeusz
- Złoty Glob
  - 1975: Lot nad kukułczym gniazdem
  - 1984: Amadeusz
  - 1996 Skandalista Larry Flynt
- Nagroda BAFTA 1975: Lot nad kukułczym gniazdem
- Cezar 1984: Amadeusz
- Nagroda na MFF w Berlinie
  - 1997 Skandalista Larry Flynt
  - 1999: Człowiek z księżyca